# Bertha Sándor (zeneszerző)
Felsőőri Bertha Sándor (Budapest, 1843. augusztus 19. – Párizs, 1912. november 22.) magyar zeneszerző, zongoraművész, író, Ferenc József-rend tulajdonos, a francia Becsületrend lovagja és Vaskoronarend-kitüntetett. Zeneművei dalok, palotások, himnuszok, csárdások, indulók, szvitek és hasonló kisebb művekből áll.

## Élete
Felsőőri Bertha Sándor királyi tiszt, miniszteri tanácsos és Baloghy Mária (1806-1845) fiaként született. Kétéves volt, mikor édesanyja meghalt.
Pesten kezdett el zenét tanulni Mosonyi Mihálynál, majd 1861 őszén, tizennyolc éves korában kezdett először írni, publikálni a Zenészeti Lapokban. Egy évvel rá, 1862-ben Lipcsében folytatott ellenponttanulmányokat Moritz Hauptmannál, ahol nagy hatással volt rá Johann Sebastian Bach művészete. Ekkor kezdte el kialakítani saját művészetét: a 17-18. századi nyugat-európai zenei formák és a hangszeres magyaros, akkoriban egyedüli magyar nemzeti zenének tartott verbunkos elemeinek magasrendű egységbefoglalását szerette volna megvalósítani.
Első mestere, Mosonyi Mihály által ő is Liszt Ferenc és Richard Wagner irányzatát, a zene haladását képviselte, legfőbb céljának pedig a nemzeti zene megteremtését tartotta, csakúgy, mint a korának többi zeneszerzője. 1862-ben Párizsban telepedett le véglegesen, majd egy évvel rá, 1863-ban Berlinbe ment, ahol Hans von Bülow zongorista és karmester tanítványa volt. Huszonegy évesen, 1864-ben jelent meg első szerzeménye a Zenészeti Lapok mellékleteként Palotás címmel, amit Mosonyi lelkesen fogadott cikkében, mely szerint ezzel a művével Bertha bebizonyította, "hogy a magyar zene a legmagasabb értelemben vett művészi fejlődésre képes."
1864-1865 telén Liszt Ferenc meghívására Rómában ment, ahol az ő irányításával fejlesztette tovább zenei tudását, de később összeveszett vele és kerülték egymást, mert fejébe szállt a dicsőség, túlbecsülte saját tehetségét a Zenészeti Lapok munkatársainak kritikátlan rajongása, a kiterjedt rokoni, baráti körök és édesapja fáradhatatlan támogatása miatt. 1869-ben Liszt Ferenc ezt írta neki:
Koronázási indulójával és (...) Palotásával nem vagyok olyan elégedett, mint szeretném. (...) Térjen vissza Magyarországra, (...) ez lesz tehetsége kifejlődésének legkedvezőbb talaja.

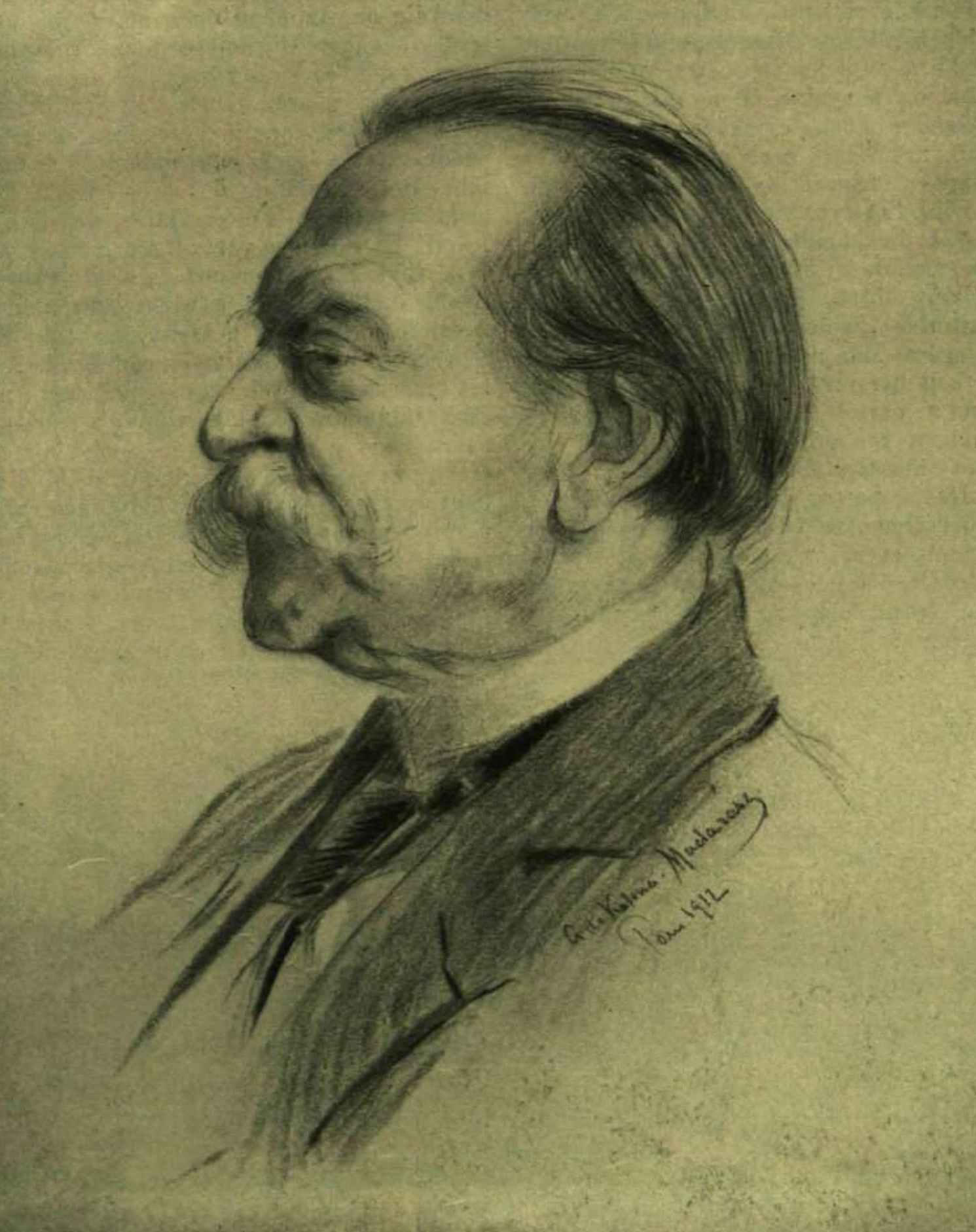
Madarász Adeline portrérajza, 1912

Ez a kritika is hozzájárult, hogy az 1860-as évek végétől Bertha Sándor egyre jobban kiábrándult Liszt és Wagner irányzatából, és felhagyott a követésükkel, azzal vádolva önmagát, hogy eddig hozzásegítette a magyar zenét az elnémetesedéshez. Innentől kezdve megszállottja lesz saját elképzeléseinek, az ellenpontstílust tartja a magyar zene egyetlen járható útjának, és önmagát részesíti előnyben, a saját műveit adja elő.  Így az Erkel Ferenc utáni magyar zeneszerző-nemzedék egyik legkülönösebb alakja volt, a magyar kultúrát hirdette. Elgondolása az volt, hogy a magyar nemzeti zenekultúrát a legalapvetőbb rétegektől kezdve kell újra kiépíteni, ezért a barokk polifón formákhoz nyúlt vissza, melyeket nemzeti elemekkel (verbunkos, népies műdal) keresztezett (Magyar palotás, Suite hongroise, Előjáték és fúga, Six hongroises, Csárdás de fête).
Huszonöt évesen, 1868. február 10-én Viribvs Vnitis körülirattal ellátott nagy arany érmet kapott I. Ferenc Józseftől. 1869-ben jótékony célú hangversenyt adott az írói segélyegylet javára Magyarországon, amit nem fogadott túl szívesen a hallgatóság, negatív bírálatok érték. Ábrányi Kornél így értekezik róla:
Az oly tehetség, s az oly előnyös társadalmi állást elfoglaló egyéniség, minő Bertha Sándor hivatva lenne itt a hazában keresni tért működésének s nem a külföld csábképeinek hátterébe vonulni vissza.
Habár szeretett volna visszaköltözni Magyarországra („Igen vágynám a külföldön szerzett sok tapasztalatot és némi tudományt az ország javára érvényesíteni"), Párizsban maradt Delplace Rosier francia feleségével, ahol francia művészeti szalont vezetett és francia lapoknak írt. Pályázott a Zeneakadémia Volkmann Róbert megüresedett zeneszerzői tanszékére, de nem nyerte el.
Az 1872-ben, Párizsban megjelent Suite Hongroise című zongoraművében a kritikusok egyetlen pozitívumként azt tudták felhozni, hogy magyar zenei motívumokból is lehet ellenpontos műformát létrehozni.
1880-ban a szegedi árvízkárosultak javára kifejtett tevékenysége elismeréséül Ferenc József-rend lovagkeresztjét kapott. 1883. június 18-án a párizsi Opéra-Comique-ban mutatták be legfőbb művét, a Mathias Corvin című operáját, ami később 1884. június 5-én a Nemzeti Színházban is műsorra került. A fogadtatása nem volt túl sikeres, kritikusai azt hiányolták belőle, amit a zeneszerző leginkább törekedett elérni benne: a magyar jelleget, a franciás formát. A Párizsi Magyar Egyesültben Zichy Mihály után ő töltötte be az elnöki posztot, majd az 1878-as párizsi kiállítás után barátját, Munkácsy Mihályt ajánlotta a feladatra és visszalépett a nyilvános szerepléstől. 1886. szeptember 22-én a Pozsonyi Városi Színház megnyitójára ő írta a nyitó előadást Ünnepi induló címen, amit a Magyar Királyi Operaház zenekara adott elő.
1893-ban Párizsban Becsületrend lovagjává nevezte ki Marie François Sadi Carnot, Franciaország 5. elnöke, majd szeptember 30-án I. Ferenc József Innsbruckban harmadik osztályú Vaskorona-renddel tüntette ki, mert könyvet írt franciául a Habsburgokról Rudolf trónörökös esküvőjére, illetve a művészet és az irodalom terén szerzett eredményei elismeréséül.
Élete végén visszatért kiindulópontjához, a szalonszerűen stilizált romantikus tánczenéhez. Felesége halála után öt évvel, 1912. november 22-én hunyt el Párizsban, a Batignolles-i temetőben temették el.

## Családja
Felesége a francia Delplace Rosier volt, ám házasságukból nem született gyermek.
- Bertha Márton
  - Bertha Márton
    - Bertha János
      - Bertha Fülöp
        - Bertha Mihály
          - Bertha József (Felsőőr, 1762 – Ete, 1802) jegyző – Kalmár Erzsébet
            - Bertha Sándor (Ete, 1796 – Budapest, 1877) ügyvéd – balogi Baloghy Mária (Ipolynyék, 1806 – Pest, 1845)
              - Bertha Heléna (Budapest, 1835 – Bacska, 1869) – szendrői Gőcze Bertalan Lajos Ágoston (Battyán, 1832 – ?) vezérkari százados, ügyvéd
              - Bertha Anna (Budapest, 1838 – Budapest, 1881) – lőkösházi Tavaszy Antal (Nagykanizsa, 1825 – Budapest, 1899) ügyvéd
              - Bertha Sándor (Budapest, 1843 – Párizs, 1912) zeneszerző – Delplace Rosier (1826 – Gacé, 1907. szeptember 4.)

## Főbb művei

### Zenei művek
- A király csókja (1870)[17]
- Andante religioso
- Danse Hongroise (Magyar Palotás) (1873)[18]
- Fogoly Balladája (1877)[19][20]
- Suite Hongroise (1872)
- Six Hongroises (1890)
- Csárdás de fête (1890, zenekar)
- Előjáték és fúga (1885)
- Mathias Corvin (Korvin Mátyás) (1883.06.18. – Párizs, 1884. június 5. – Budapest)[12]
- Magyar nemzeti hymnus (1871)[21]
- Magyar táncz (1873)[22]
- Nászinduló (1871)[23]

### Írásai
- Adalékok a magyar zene történetéhez (Zenészeti L., 1861)
- La musique hongroise et les tsiganes (1878)
- La musique des Hongrois (1907)
- La Hongrie moderne (Az újkori Magyarország) (1902, Párizs)
- A magyar zene jövője (1880, Budapesti Szemle)

## Galéria

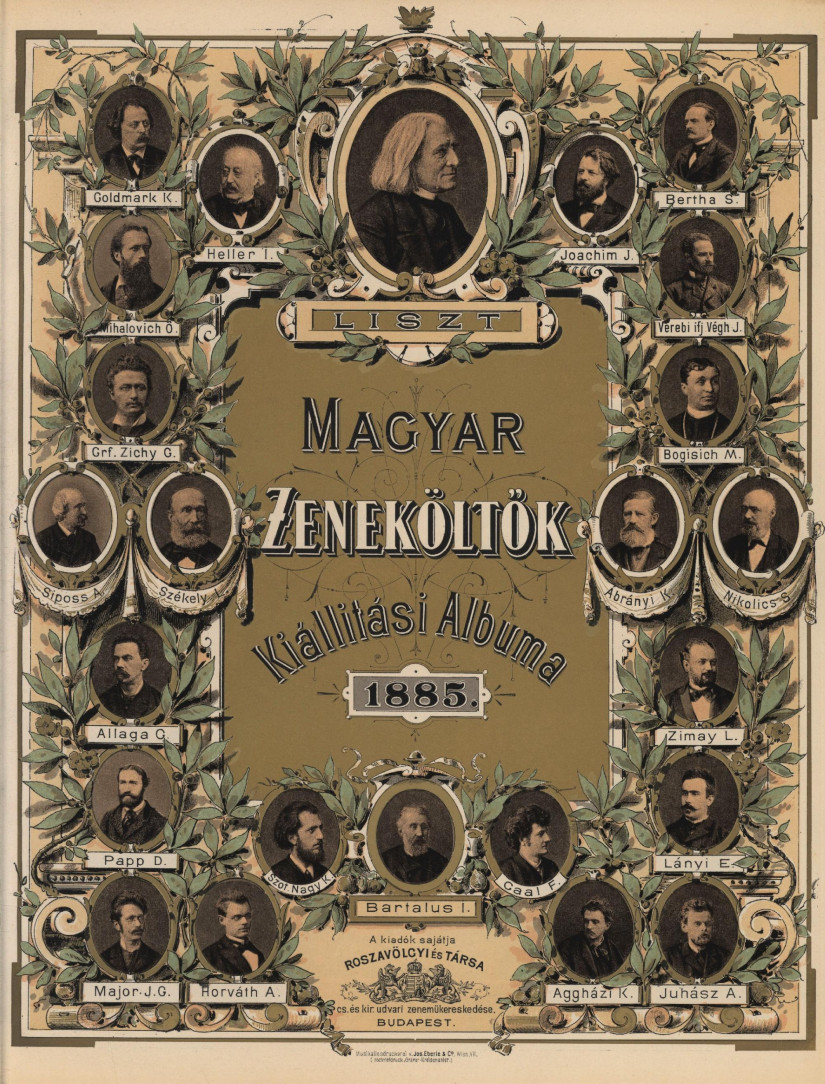
Magyar Zeneköltők Kiállítási Albuma borítóján, 1885
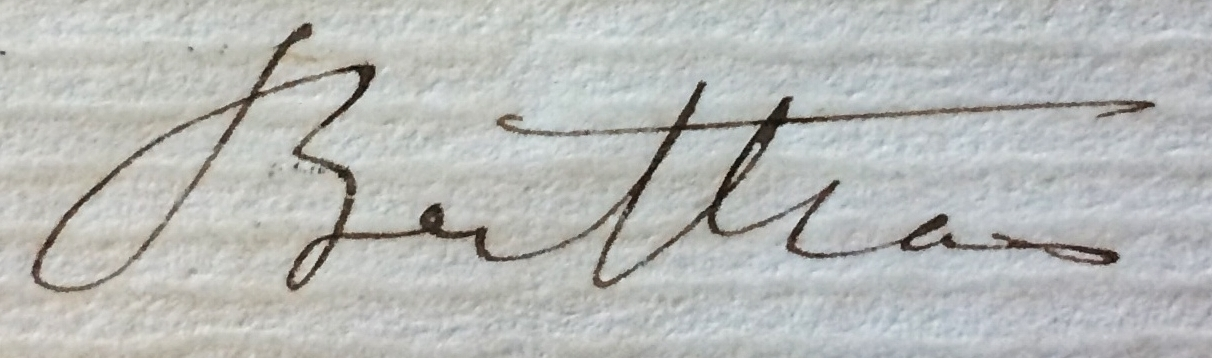
Aláírása dr. Veress Endre (1868–1953) történészhez írt levelén, 1890, Párizs
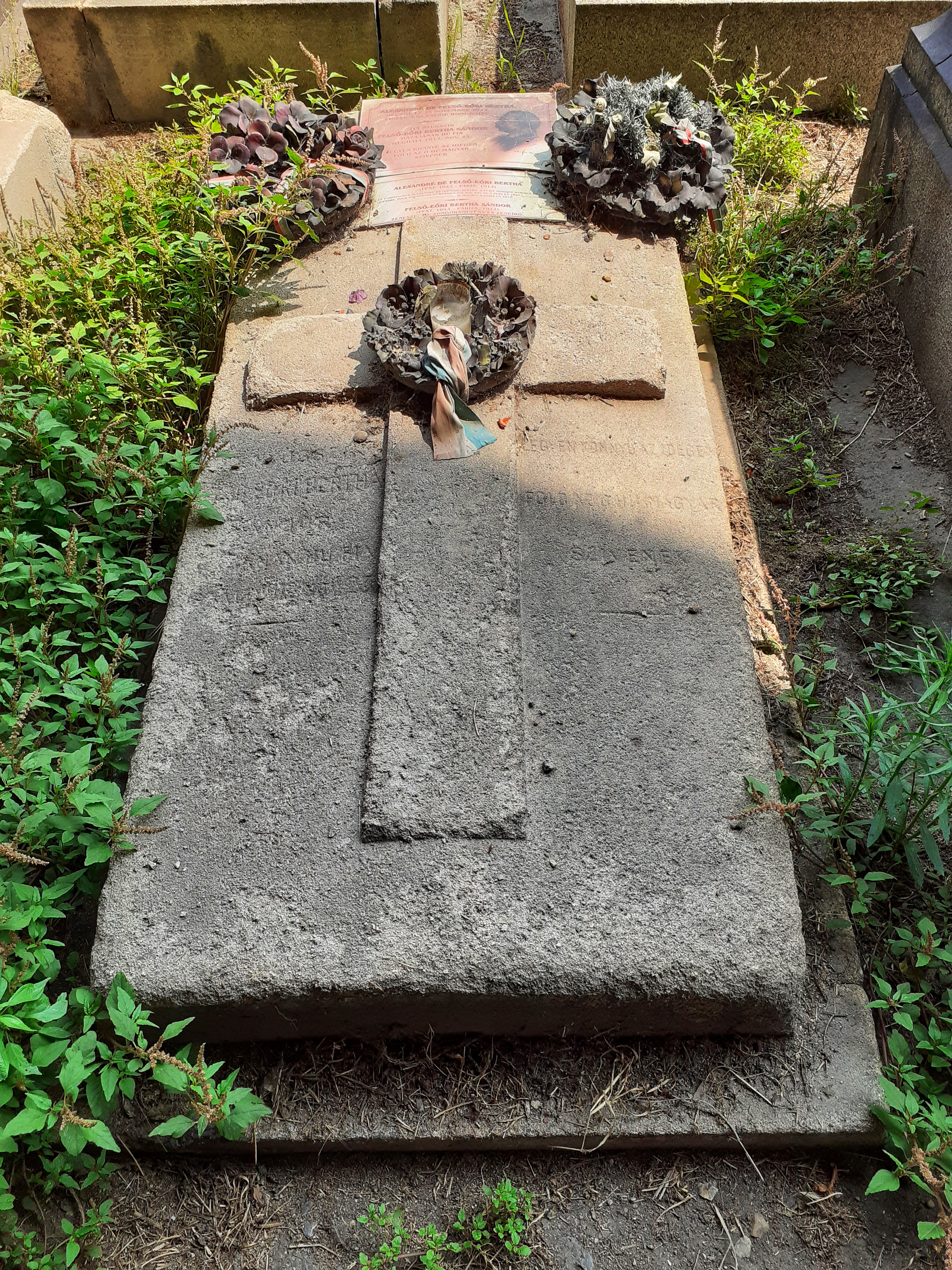
Sírhelye a párizsi Batignolles-i temetőben
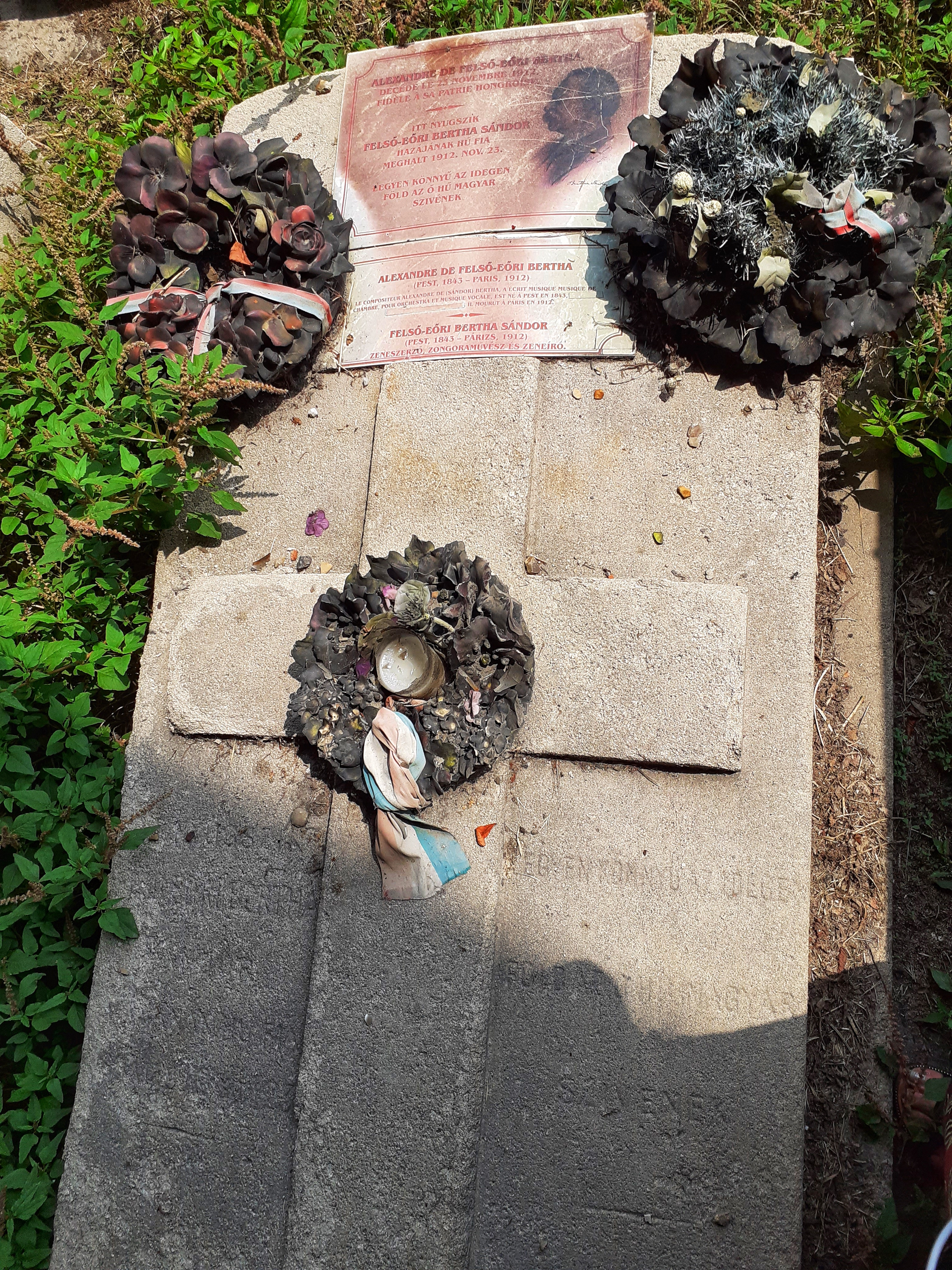
Sírfelirata

## Külső hivatkozások
- Musicalics.com (angolul)
- International Music Score Library Project (angolul)
- BNF (franciául)